# Lonchaea baliola
Lonchaea baliola är en tvåvingeart som beskrevs av Mcalpine 1964. Lonchaea baliola ingår i släktet Lonchaea och familjen stjärtflugor.
Artens utbredningsområde är Alaska. Inga underarter finns listade i Catalogue of Life.